# Graeme Brown
Graeme Allen Brown, OAM (nascido em 9 de abril de 1979) é um ciclista profissional australiano e atual membro da equipe de UCI Pro Continental Drapac Professional Cycling.
Ainda como um ciclista amador, Brown ganhou duas medalhas de ouro nos Jogos Olímpicos de 2004 em Atenas, competindo na prova de perseguição por equipes, juntamente com Brett Lancaster, Bradley McGee e Luke Roberts; e no madison, fazendo par com Stuart O'Grady.